# Pérdidas materiales polacas durante la Segunda Guerra Mundial

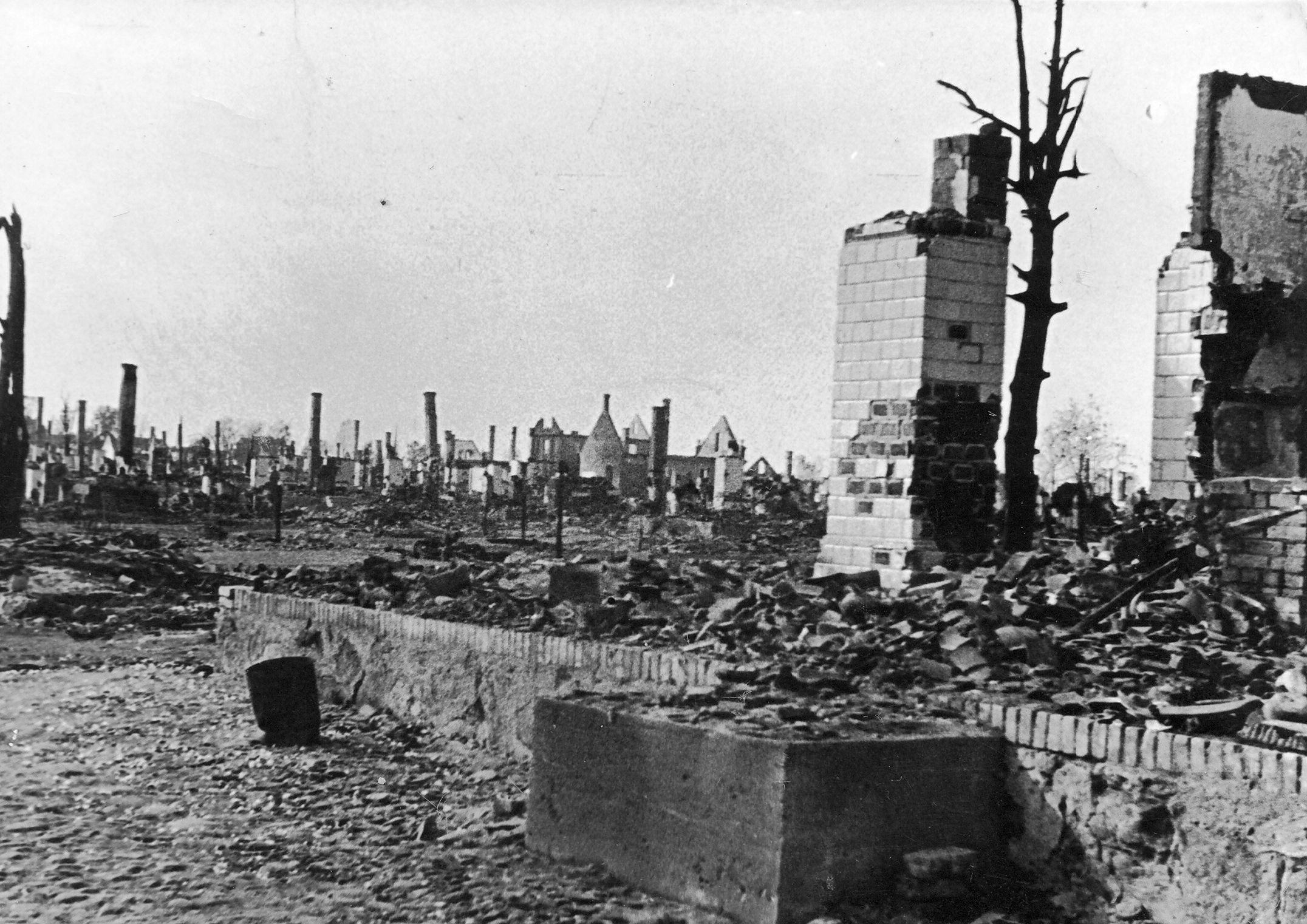
Un pueblo Polaco completamente destruido ,Sucha

Pérdidas materiales polacas durante la Segunda Guerra Mundial - son pérdidas sufridas por la Segunda República Polaca y sus habitantes durante la Segunda Guerra Mundial.
Durante la Segunda Guerra Mundial, Polonia sufrió las mayores pérdidas biológicas (por cada 1000 habitantes, perdió 220 personas) y materiales (con una pérdida promedio de $ 626 dólar estadounidense por habitante, en comparación con los $ 601 de Yugoslavia). .
En 1946, durante la Conferencia Internacional de Reparaciones en París, las pérdidas materiales de Polonia se evaluaron en $ 16,9 mil millones de dólares estadounidenses, $ 9,1 mil millones. en Yugoslavia. Dos quintas partes de los bienes culturales de Polonia fueron totalmente destruidos. Debido a la presión internacional de las potencias mundiales, Polonia se vio obligada a entregar el 48% de su territorio a la Unión Soviética, lo que equivale a 178 000 km² de tierra. La mayoría de las pérdidas materiales fueron el resultado del invasor de la Alemania nazi, otras de la responsabilidad de la URSS.

## Pérdidas materiales bajo la ocupación alemana

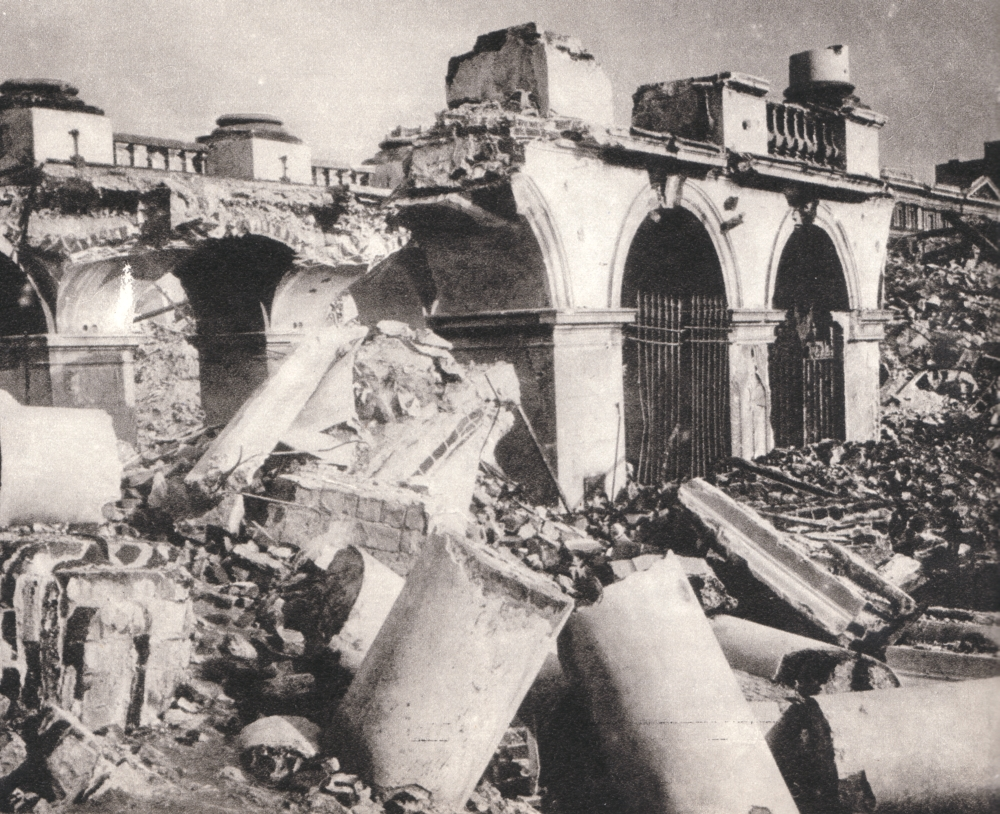
Palacio Sajón, destruido por los alemanes en diciembre de 1944

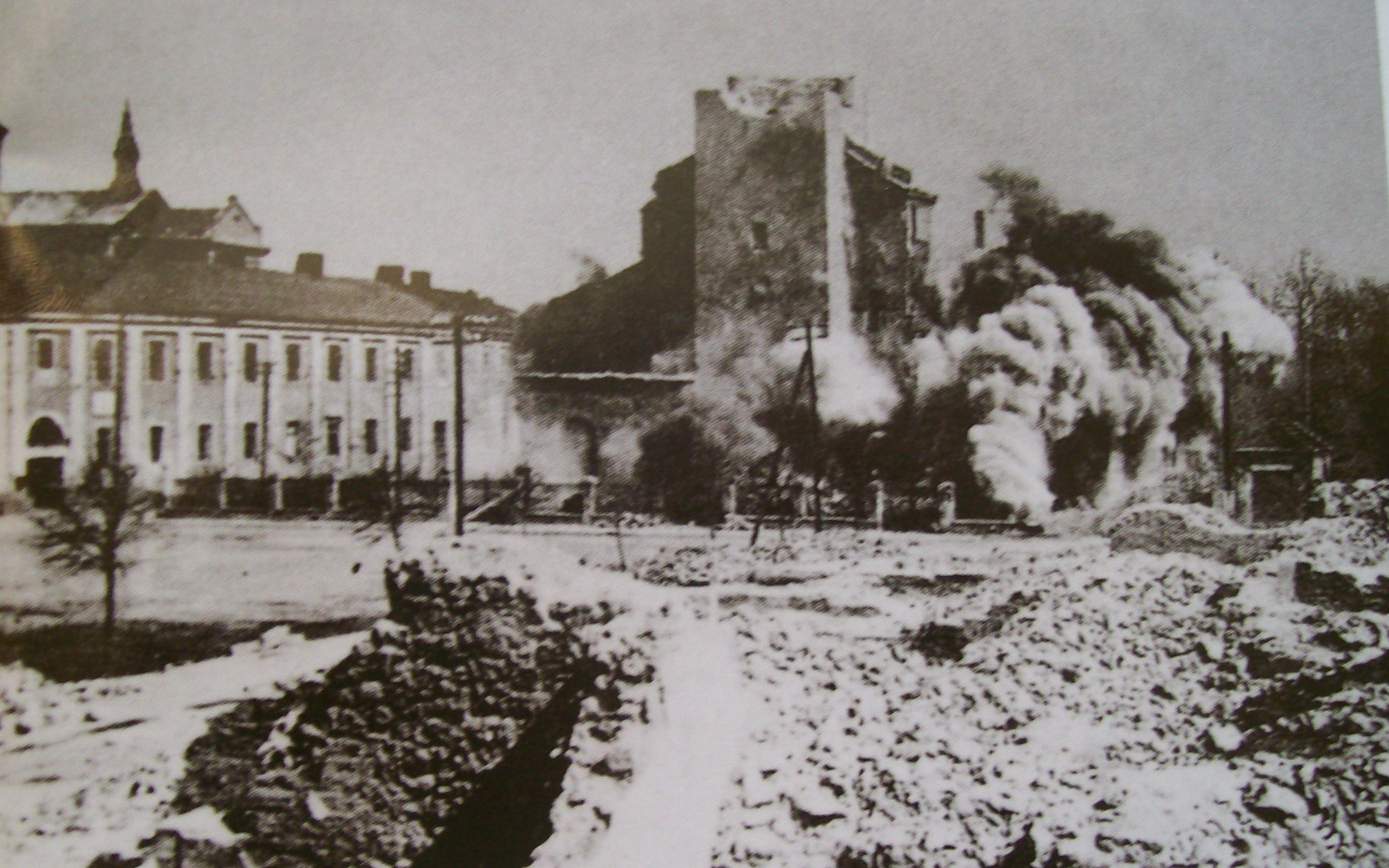
Siglo XIII St. Iglesia de San Miguel Arcángel en Wieluń, destruida por los alemanes en 1940

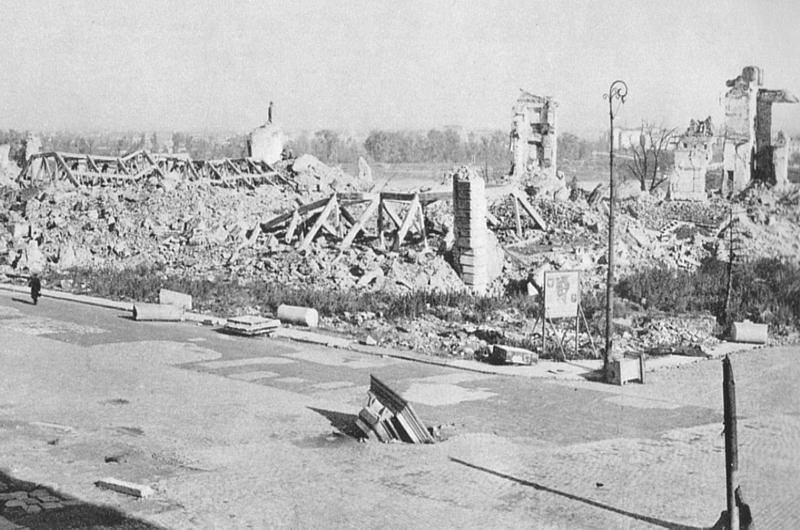
Ruinas del Castillo Real de Varsovia en 1945

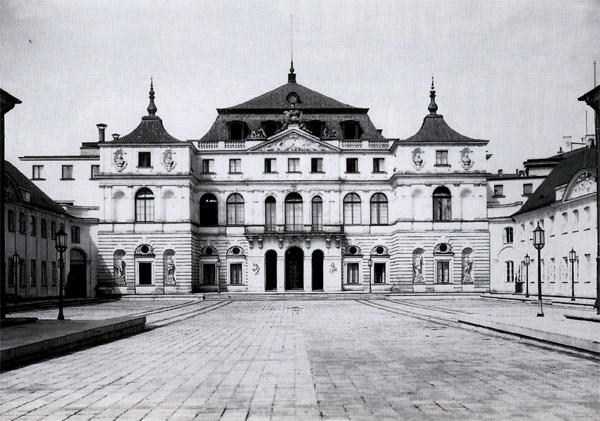
Palacio Brühl en Varsovia

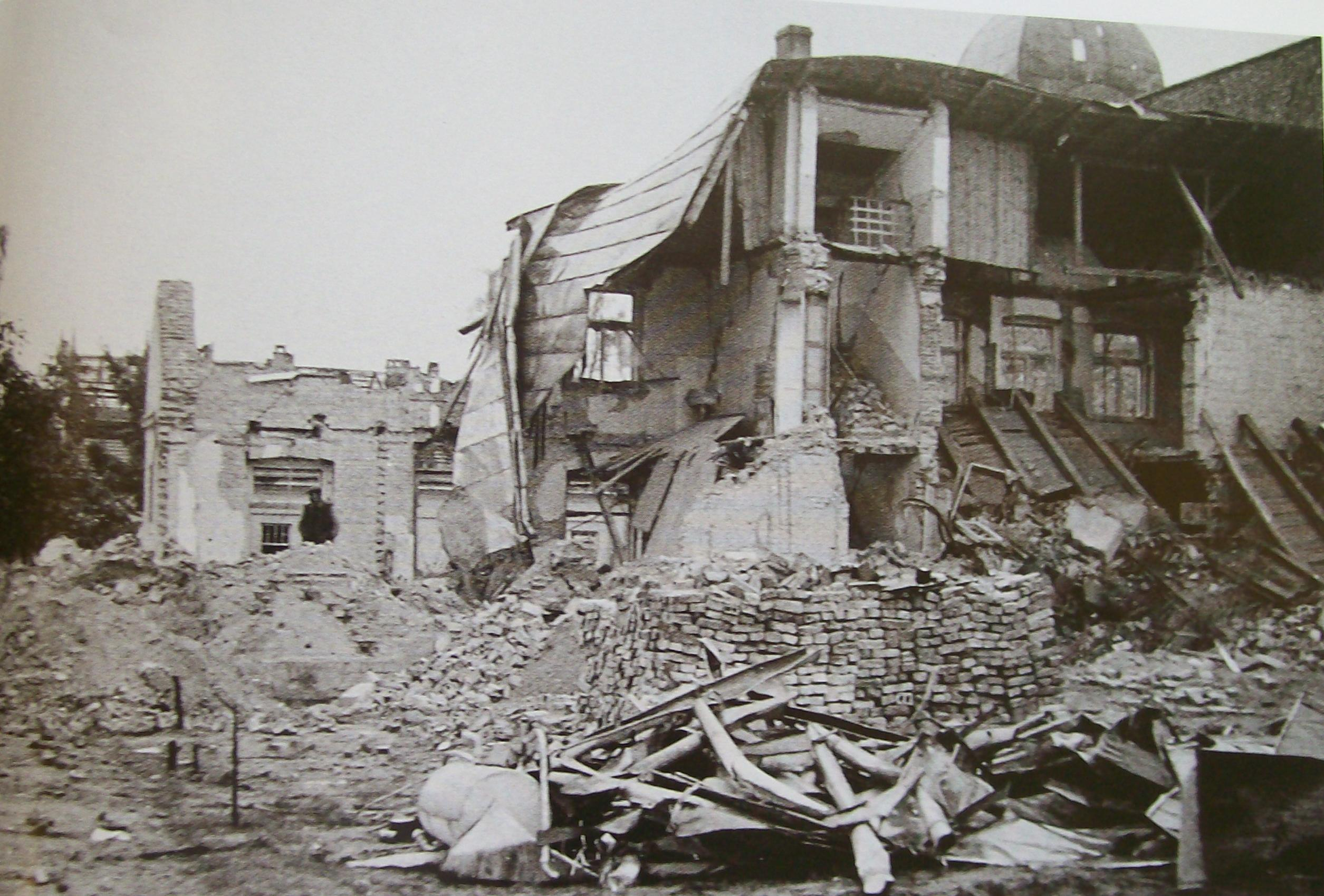
Las secuelas del Bombardeo de Wieluń. Aproximadamente el 70-75% de la ciudad fue destruida en 1939.

Las pérdidas materiales sufridas por  Polonia bajo el  Alemán ocupante se pueden subdividir en varias categorías:
- Pérdidas como resultado de guerra y la destrucción resultante,
- Pérdidas como resultado de  botín y confiscación de propiedad a través del ocupante,
- Pérdidas como resultado del saqueo  explotación de la economía y trabajo esclavo de la población

En 1947, la Oficina de Reparaciones de la posguerra durante el Presidium del Consejo de Ministros ( Sprawozdanie Biura Odszkodowań Wojennych w przedmiocie strat i szkód wojennych Polski 1939-1945 ) evaluó la pérdida de vidas, capital nacional y cultura:
- Pérdida de capital nacional - 38% en relación con el estado anterior a 1939 (la mayor destrucción por parte del ocupante fue en el ámbito de la industria y Áreas Urbanas).
- Pérdida de propiedad: edificios residenciales (162 190), granjas agrícolas (353 876), fábricas y complejos industriales (14 000), tiendas del sector privado y estatales (199 751), talleres (84 436), 968 223 hogares.[3]
- La Destrucción en Áreas Urbanas y ciudades - pérdidas de guerra de Varsovia - 85% de la materia de la ciudad, 90% de la industria, 72% de la vivienda, 90% de los lugares culturales y emblemáticos, 700 000 muertes (es decir, el Reino Unido y Estados Unidos de América pérdida de población en tiempo de guerra combinada). Destrucción total y botín del Gueto de Varsovia en 1943, pérdida del 95%, Jasło (96%) y la destrucción del Puerto de Gdynia.
- Saqueo de artefactos culturales - 43% en masa. Destrucción de 25 museos, 35 teatros, 665 cines, 323 centros comunitarios. Aunque es difícil estimar las pérdidas de los museos, las pérdidas de las bibliotecas ascienden al 66%. La destrucción irreversible de 22 mil. libros. En conjunto, el ocupante alemán saqueó 516 000 piezas de arte individuales,[4] con un valor estimado de 15,46 billones de Dólares[5][6] Debido a la reivindicación de la posguerra, solo se recuperó un pequeño fragmento de artefactos culturales, obras de arte y exhibiciones.[7]
- Pérdida en la educación polaca: destrucción de 17 institutos de educación superior, 271 escuelas secundarias, 4880 escuelas comunes y 768 otras escuelas. Adicionalmente, la destrucción de institutos de investigación, sociedades científicas y otro tipo de fundaciones.
- Pérdida de servicios de salud (propiedades hospitalarias, infraestructura, edificios) - 55% en relación con el estado anterior a 1939. Destrucción de 352 hospitales, 29 anti - tuberculosis sanatorio,47 sociedades de seguros, 778 centros de salud y consultorios externos, 1450 consultorios médicos y dentales.
- Pérdida en la industria (destrucción intencionada y saqueo de máquinas y aparatos) - 64,5% de la industria química, 64,3% de la impresión, 59,7% de la electrotécnica, 55,4% de la ropa, 53,1% de la alimentación y 48,0% de la industria del metal saqueada o saqueada .
- Pérdida forestal como resultado de la incautación de capital nacional - 75 mil. m³ de árboles talados, lo que equivale a 400 000 hectáreas de bosque.
- Pérdida en agricultura y cultivo - 1908 mil caballos, 3905 mil bovinos, 4988 mil porcinos y 755 mil ovinos.[3]
- Destrucción de más del 50% de la infraestructura de transporte ferroviario, terrestre, marítimo y aéreo. Destrucción de la infraestructura de telecomunicaciones (destrucción de 13 estaciones de recepción de radio, 7 estaciones de telégrafo de radio, confiscación de 867 000 receptores de radio). El botín o destrucción de 2465 locomotoras, 6250 carruajes de ferrocarril, 83 636 Vágones de transporte ferroviario, 25 buques marítimos y 39 buques portuarios costeros. La destrucción de 5948 km de vías férreas, 47 767 metros de puentes y viaductos ferroviarios, 14 900  km de carreteras de superficie dura, 15 500 km de puentes viales.

La Oficina de Reparaciones durante el Presidium del Consejo de Ministros estimó que el costo total de las pérdidas materiales ascendió después del final de la Segunda Guerra Mundial que tuvo lugar entre 1939 y 1945.
En conclusión, las pérdidas materiales y la destrucción se valoraron en 258 mil millones antes de la guerra Złoty, que ascienden a 50 mil millones Dólares (tasa de 1939). En relación con el 2017, el mencionado EE. El dólar se transfiere a $ 850-920 mil millones de dólares estadounidenses. Como tal, la ciudad capital de Polonia de Varsovia sufrió $ 60 mil millones de dólares estadounidenses en pérdidas de guerra.

## Pérdidas materiales bajo la ocupación soviética
En Campaña septiembre de 1939 las Unión Soviética ocuparon el este de voivodato de  Polonia. Durante la Segunda Guerra Mundial, el territorio ocupado fue anexado y cedido a la  Unión Soviética república de:  RSS de Ucrania,  RSS de Bielorrusia  y la República Socialista Soviética de Lituania. La anexión de esta parte de Polonia fue aceptada en la  Teherán y la Conferencia de Yalta. Como resultado, bajo la presión de las potencias mundiales, Polonia se vio obligada a ceder a la Unión Soviética el 48% de su territorio,lo que equivale a la pérdida de 178.000 km² de tierra, ganando el equivalente a 101 000 km² al oeste. La modificación de las fronteras de Polonia por el Reino Unido y los Estados Unidos de América fue una violación directa de la Carta del Atlántico.

## Pérdida de la intelectualidad
En los campos de concentración,135 empleados de educación superior fueron asesinados, 80 en el Levantamiento de Varsovia, 163 científicos en ejecuciones públicas (incluyendo 67 en Varsovia y 52 en  Lwów), y 44 intelectuales en la Masacre de Katyn. Con respecto a los centros intelectuales más grandes de Polonia, las pérdidas más grandes se encontraron en Varsovia - 276 alumnos de intelectos, Cracovia - 114, Poznań - 102,  Lwów - 95 y en  Wilno, 27 científicos.